# Mark Taylor (Waldhornist)
Mark Taylor (* 1961 in Chattanooga, Tennessee) ist ein US-amerikanischer Jazz-Musiker (Waldhorn, Piano), Komponist und Musik-Produzent des Modern Creative.

## Leben und Wirken
Mark Taylor begann im Alter von sechs Jahren mit Klavierspielen, sang im Knabenchor, wechselte mit neun Jahren zur Klarinette und schließlich als Jugendlicher zum Waldhorn. Er studierte Musik an der University of Tennessee in Knoxville; dort kam er mit dem Jazz und der Musik von Julius Watkins in Berührung. Er setzte seine Studien bei Jerry Coker fort und machte 1986 seinen Abschluss.
Anschließend hatte er Unterricht bei Dave Holland und George Russell am New England Conservatory of Music in Boston und zog dann nach New York, wo er seitdem vorwiegend als Studio- und Sessionmusiker arbeitet, u. a. mit Max Roach, Henry Threadgill (Very Very Circus, Live at Koncepts, 1991), Muhal Richard Abrams (Blu Blu Blu, 1990), mit Orange Then Blue (1988), dem Jazz Composers Alliance Orcherestra (1992) und Alan Silvas Sound of Vision Orchestra (1999), aber auch mit Pop-Künstlern wie BeBe Winans und Michael Bolton. Er veröffentlichte zwei Alben unter eigenem Namen, Quiet Land bei Mapleshade Records und Circle Squared bei seinem eigenen Taymons-Label. Zu hören ist er auch auf Joe Daleys Album The Seven Deadly Sins (2010). 2012 arbeitete er als Pianist mit seiner Band Secret Identity, der Darius Jones, Ken Filiano und Michael Thompson angehören. 
Mark Taylor war als Komponist für verschiedene Theater- und Tanzproduktionen tätig sowie für Filmmusiken wie die Dokumentarfilme A String of Pearls und 9/11: The Forgotten Underdogs. Für das Brooklyn Repertory Ensemble schrieb er eine Reihe von Transkriptionen der Musik des Ragtime-Bandleaders James Reese Europe (369th „Harlem Hellfighters“).

## Diskographische Hinweise
- Quiet Land (Mapleshade, 1997)
- Positive Catastrophe Garabatos Volume One (Cuneiform Records 2009, mit Abraham Gomez-Delgado, Keith Witty, Michael Attias, Jen Shyu, Tomas Fujiwara, Matt Bauder, Pete Fitzpatrick, Reut Regev, Taylor Ho Bynum)
- Circle Squared (Taymons, 2002)